# تيبانج فيتي
تيبانج فيتي (بالإنجليزية: Thibang Phete) (4 أبريل 1994 بكيمبرلي في جنوب أفريقيا - ) هو لاعب كرة قدم جنوب أفريقي في مركز الوسط لعب سابقاً في نادي البطائح الإماراتي. لعب مع فيتوريا دي غيماريش وجي. دي. توريزينسي ‏ وMilano United F.C. ‏.

## روابط خارجية
- تيبانج فيتي على موقع قاعدة بيانات كرة القدم.إي يو (الإنجليزية)
- تيبانج فيتي على موقع ناشيونال فوتبول تيمز (الإنجليزية)
- تيبانج فيتي على موقع Soccerway.com (الإنجليزية)
- تيبانج فيتي على موقع AS.com (الإسبانية)